# Yuki Kikumoto
Yuki Kikumoto (菊本 侑希 Kikumoto Yuki?), född 10 juli 1993 i Yamaguchi prefektur, är en japansk fotbollsspelare.
Kikumoto började sin karriär 2014 i Renofa Yamaguchi FC. Han spelade 23 ligamatcher för klubben. 2016 flyttade han till Briobecca Urayasu. Han avslutade karriären 2016.